# جان والبام
جان والبام (انگلیسی: Johannes Walbaum؛ زادهٔ ۱۸ فوریهٔ ۱۹۸۷) بازیکن فوتبال اهل آلمان است.
از باشگاه‌هایی که در آن بازی کرده‌است می‌توان به باشگاه فوتبال فورتونا دوسلدورف اشاره کرد.